# Antoine Chevrier (1862-1920)
Ne doit pas être confondu avec Antoine Chevrier.
Pour les articles homonymes, voir Chevrier.
Antoine Chevrier est un médecin français, né à Satolas le 10 septembre 1862 et mort à Reims le 28 octobre 1920.

## Biographie
Henri Marie Antoine Chevrier, fils de Jean Baptiste Chevrier instituteur communal et de  Marie FAVRE , est né à Satolas (Isère) le 10 septembre 1862, et est décédé à Reims, le 28 octobre 1920. 
Il est mort célibataire et repose au Cimetière du Sud.
Il est le frère du négociant en vins de Champagne Paul Chevrier (1863-1957).

### Médecin
Antoine Chevrier, devient docteur en médecine en 1890, vint aussitôt se fixer à Reims. Il a été membre de la Commission sanitaire de l’arrondissement de Reims, administrateur des hospices et médecin-major de la compagnie des Sapeurs-pompiers.

### Politique
En 1912, il est élu conseiller municipal à Reims. Il est réélu après la guerre, en novembre 1919. 
Il a été président de la Société des Sauveteurs qui deviendra la Compagnie de sauveteurs de Reims et président de la Ligue de l'enseignement.

## Postérité
En 1927, la place du marché Saint-André est rebaptisée en son honneur en place du docteur Chevrier. Un square a également été baptisé « Square du Docteur Chevrier ».